# 张岱 (南朝)
張岱（414年—484年），字景山，吳郡吳縣（今江蘇蘇州）人，南朝宋及南齊將領。宋金紫光祿大夫、會稽太守張裕之子、右光祿大夫張永弟。

## 生平
吳郡起初舉張岱為上計掾，但張岱沒有應召，後獲辟為揚州從事。多次升遷後至南平王劉鑠的右軍主簿及尚書水部郎。後來出補東遷令。元嘉三十年（453年），太子劉劭弒父登位，時任會稽太守的隨王劉誕起兵討伐，以張岱為建威將軍、輔國長史，行縣事。同年劉劭被殺，孝武帝即位，以劉岱為司徒左西曹。劉岱後因母親年老離職奉養。
張岱復仕後多次升遷後至撫軍諮議參軍，領山陰令。大明四年三月甲子日（460年4月8日），巴陵王劉休若出任徐州刺史，由於休若年少，未能親理州事，故以張岱為冠軍諮議參軍，領彭城太守，行府、州、國事。同年八月己酉日（460年9月20日）晉安王劉子勛以征虜將軍任南兗州刺史；大明五年十月甲寅日（461年11月19日），臨海王劉子頊以征虜將軍出任廣州刺史；揚州刺史、豫章王劉子尚於大明七年五月乙亥日（463年6月3日）進號車騎將軍後，張岱都曾經擔任過他們的諮議參軍，行其州事，並與諸王的典籤主帥合作良好。張岱後曾調回朝內任黃門郎，又曾任驃騎長史，領廣陵太守。孝武帝寵愛的新安王劉子鸞，在讓他出任南徐州刺史後更將張岱本郡吳郡劃了變南徐州管轄，後來更以張岱為南徐州別駕，總刺史之任，以輔助子鸞。孝武帝於大明八年（464年）去世後，張岱屢經升遷後又官至尚書吏部郎。張岱至宋明帝在位晚期轉任吳興太守，宋後廢帝在位期間又轉任使持節督益寧二州軍事、冠軍將軍、益州刺史。在益州數年境內安定。後徵還任侍中，領長水校尉；轉度支尚書，領左軍將軍，又轉任吏部尚書，後加散騎常侍。
建元元年（479年），齊高帝蕭道成篡宋建齊後，以張岱為左將軍、吳郡太守。張岱回到吳郡沒多久，齊高帝就手敕任命他為護軍將軍，加給事中。張岱拜官後又詔他以家為府。翌年，以張岱自陳有疾而轉為金紫光祿大夫，領鄱陽王師。齊武帝即位後，以張岱為散騎常侍、吳興太守，秩中二千石。張岱在吳興為政作風更以寬恕而聞名。永明二年三月乙亥日（484年4月13日），武帝以張岱為使持節監南兗兗徐青冀五州諸軍事、散騎常侍、後將軍、南兗州刺史。但張岱未拜官就去世了，時年七十一歲。朝廷贈以本官，又諡其為貞子。

## 性格特徵
張岱與兄張演、張鏡、張永及張辯五人皆知名，並稱為「張氏五龍」。任東遷令期間，所屬的吳興太守殷沖也曾向人評論張岱：「張東遷現在需要照顧年老親人, 故此只能棲身小邑。但他的名聲和才器正要顯現出來，最終肯定會名位顯達的。」而張岱也很堅持奉養母親，至母親八十歲時就棄官回家照料，只因其母戶籍記錄的年齡比實齢小，張岱此舉招來檢舉，不過孝武帝體諒張岱動機，不許追究。
- 張岱早就為自己的遺產做好分配，都放在箱中封存，產業有所增減也就因應比例再作分配，這樣做到十多年直至去世。

## 逸事
- 沈攸之起事，劉秉與袁粲等在建康響應，劉秉弟劉遐時任吳郡太守，蕭道成密令劉岱侄張瓌攻滅劉遐，張瓌就與張岱弟張恕聚集其宗族力量入郡府殺掉劉遐。事後蕭道成除了讓張瓌任吳郡太守外，也打算讓張恕也當個晉陵太守，張岱知後就代為拒絕，然而蕭道成仍然表示想讓張恕如張瓌那樣論功行賞，惟張岱表示如果因為家貧而特別授官另計，但這樣恃著功勞而獲取官職是張家之恥。宋末，劉岱任吏部尚書時王儉曾任尚書吏部郎，由於王儉獨斷吏曹事務，故劉岱與他時有衝突。但由於王儉親靠蕭道成，入齊後遂以開國元勳獲親任，得尚書右僕射，領吏部之宰相職，遂以前憾與劉岱不睦。而其實建齊後尚書右僕射一職蕭道成本屬意劉岱，但被褚淵認為待遇過高，建議讓更忠心的人擔任。

## 延伸阅读
[在维基数据编辑]
 《南齊書/卷32》，出自萧子显《南齊書》